# Egipt la Jocurile Olimpice
Egiptul a participat la Jocurile Olimpice pentru prima dată la Jocurile Olimpice de vară din 1912 de la Stockholm și de atunci a trimis o delegația la majoritatea ediților de vară. A boicotat ediția din 1956 pentru a protesta împotriva atacării Egiptului de către Franța și Marea Britanie în cadrul Crizei Suezului. Totuși, trei călători egipteni participaseră la proba de echitație, organizată cu trei luni înainte în Stockholm datorate obligațiilor australiene de carantină. Codul CIO este EGY.

## Medalii după Olimpiadă

### Medalii la Jocurile de vară
| Ediție                | Sportivi        | Aur             | Argint          | Bronz           | Total           | Loc             |
| Stockholm 1912        | 1               | 0               | 0               | 0               | 0               | –               |
| Antwerpen 1920        | 22              | 0               | 0               | 0               | 0               | –               |
| Paris 1924            | 33              | 0               | 0               | 0               | 0               | –               |
| Amsterdam 1928        | 32              | 2               | 1               | 1               | 4               | 17              |
| Los Angeles 1932      | nu a participat | nu a participat | nu a participat | nu a participat | nu a participat | nu a participat |
| Berlin 1936           | 54              | 2               | 1               | 2               | 5               | 15              |
| Londra 1948           | 85              | 2               | 2               | 1               | 5               | 16              |
| Helsinki 1952         | 106             | 0               | 0               | 1               | 1               | 40              |
| Melbourne 1956        | 3               | 0               | 0               | 0               | 0               | –               |
| Roma 1960             | 74              | 0               | 1               | 1               | 2               | 30              |
| Tokyo 1964            | 73              | 0               | 0               | 0               | 0               | –               |
| Ciudad de México 1968 | 30              | 0               | 0               | 0               | 0               | –               |
| München 1972          | 23              | 0               | 0               | 0               | 0               | –               |
| Montreal 1976         | 29              | 0               | 0               | 0               | 0               | –               |
| Moscova 1980          | nu a participat | nu a participat | nu a participat | nu a participat | nu a participat | nu a participat |
| Los Angeles 1984      | 114             | 0               | 1               | 0               | 1               | 33              |
| Seul 1988             | 49              | 0               | 0               | 0               | 0               | –               |
| Barcelona 1992        | 75              | 0               | 0               | 0               | 0               | –               |
| Atlanta 1996          | 29              | 0               | 0               | 0               | 0               | –               |
| Sydney 2000           | 89              | 0               | 0               | 0               | 0               | –               |
| Atena 2004            | 97              | 1               | 1               | 3               | 5               | 46              |
| Beijing 2008          | 103             | 0               | 0               | 1               | 1               | 80              |
| Londra 2012           | 113             | 0               | 2               | 0               | 2               | 58              |
| Total                 | Total           | 7               | 9               | 10              | 26              | 53              |

### Medalii la Jocurile Olimpice de iarnă
| Ediție        | Sportivi | Aur | Argint | Bronz | Total | Loc |
| Sarajevo 1984 | 1        | 0   | 0      | 0     | 0     | –   |
| Total         | Total    | 0   | 0      | 0     | 0     | –   |

## Sportivii cei mai medaliați
| Sportiv       | Sport   | Ediții     | Aur | Argint | Bronz | Total |
| Ibrahim Shams | Haltere | 1936, 1948 | 1   | 0      | 1     | 2     |